# وستلیک کورنر (ویرجینیا)
وستلیک کورنر (به انگلیسی: Westlake Corner) یک منطقهٔ مسکونی در ایالات متحده آمریکا است که در شهرستان فرانکلین، ویرجینیا واقع شده‌است. وستلیک کورنر ۲۹٫۷ کیلومتر مربع مساحت و ۹۷۶ نفر جمعیت دارد و ۲۸۶ متر بالاتر از سطح دریا واقع شده‌است.